# Villarreal Club de Fútbol 2019-2020
Questa voce raccoglie le informazioni riguardanti il Villarreal Club de Fútbol nelle competizioni ufficiali della stagione 2019-2020.

## Maglie e sponsor
| Casa | Trasferta | Terza divisa |

Sponsor ufficiale: Pamesa Cerámica
Fornitore tecnico: Joma

## Organico

### Rosa
In corsivo i calciatori ceduti durante la stagione 
| N. |                      | Ruolo | Calciatore             |
| -- | -------------------- | ----- | ---------------------- |
| 1  | Spagna (bandiera)    | P     | Sergio Asenjo          |
| 2  | Spagna (bandiera)    | D     | Mario Gaspar           |
| 3  | Spagna (bandiera)    | D     | Raúl Albiol (capitano) |
| 4  | Spagna (bandiera)    | D     | Pau Torres             |
| 5  | Argentina (bandiera) | C     | Santiago Cáseres       |
| 6  | Argentina (bandiera) | D     | Ramiro Funes Mori      |
| 7  | Spagna (bandiera)    | A     | Gerard Moreno          |
| 8  | Spagna (bandiera)    | C     | Santi Cazorla          |
| 9  | Colombia (bandiera)  | A     | Carlos Bacca           |
| 10 | Spagna (bandiera)    | C     | Vicente Iborra         |
| 11 | Nigeria (bandiera)   | A     | Samuel Chukwueze       |
| 13 | Spagna (bandiera)    | P     | Andrés Fernández       |
| 14 | Spagna (bandiera)    | C     | Manu Trigueros         |
| 15 | Spagna (bandiera)    | C     | Manu Morlanes          |
| 16 | Spagna (bandiera)    | D     | Xavi Quintillà         |

| N. |                      | Ruolo | Calciatore           |
| -- | -------------------- | ----- | -------------------- |
| 17 | Camerun (bandiera)   | A     | Karl Toko Ekambi     |
| 17 | Spagna (bandiera)    | A     | Paco Alcácer         |
| 18 | Spagna (bandiera)    | D     | Alberto Moreno       |
| 19 | Camerun (bandiera)   | C     | André Zambo Anguissa |
| 20 | Spagna (bandiera)    | D     | Rubén Peña           |
| 21 | Spagna (bandiera)    | C     | Bruno Soriano        |
| 22 | Spagna (bandiera)    | A     | Leonardo Suárez      |
| 22 | Marocco (bandiera)   | C     | Sofian Chakla        |
| 23 | Spagna (bandiera)    | C     | Moi Gómez            |
| 24 | Spagna (bandiera)    | A     | Javier Ontiveros     |
| 25 | Argentina (bandiera) | P     | Mariano Barbosa      |
| 28 | Spagna (bandiera)    | C     | Sergio Lozano        |
| 32 | Spagna (bandiera)    | C     | Álex Baena           |
| 34 | Spagna (bandiera)    | A     | Fernando Niño        |
| 36 | Spagna (bandiera)    | D     | Miguel Ángel Leal    |